# Almindelig torskemund
Almindelig torskemund (Linaria vulgaris) er en 20-50 cm høj urt, der vokser i vejkanter og på dyrket jord. Nektaren i de tæt lukkede læbeblomster kan kun udnyttes af tunge eller meget langsnablede insekter (humlebier og sommerfugle). Planten er rig på flavon-stoffer.

## Beskrivelse
Almindelig torskemund er en flerårig, urteagtig plante med en opstigende til opret vækst. Stænglerne er hårløse og runde i tværsnit. Bladene er kransstillede forneden, men spredtstillede op langs stænglerne. De er linjeformede og helrandede med en meget kort stilk.
Blomstringen sker i juli-september, hvor man finder blomsterne samlet i endestillede, meget kompakte klaser. Hver enkelt blomst er uregelmæssig og 5-tallig med en tolappet overlæbe og en trelappet underlæbe samt en lang spore underneden kronen. Kronbladene er lysegule med en orangerød pukkel på underlæben. Frugterne er runde kapsler med mange frø.
Rodnettet er dybtgående med en spinkel hovedrod og talrige, fine trævlerødder. Planten danner underjordiske udløbere, sådan at den kan blive bestanddannende.
Højde x bredde og årlig tilvækst: 0,35 x 0,20 m (35 x 20 cm/år), heri ikke medregnet skud fra udløbere.

## Voksested
arten er udbredt i Lilleasien, Kaukasus, Centralasien, Østasien og det meste af Europa, herunder også i Danmark, hvor den er almindelig på tør, åben bund i klitter, på overdrev, vejkanter op dyrket jord.
Den er knyttet til lysåbne voksesteder på porøse, veldrænede og grusede jordtyper, gerne med et højt kalkindhold. Arten var oprindeligt hjemmehørende på strandvolde langs kysterne, men skovrydningen i bondestenalderen skabte nye voksesteder for den.
På strandvolden mod Lillebælt ved Troldsmose i Gråsten Skovdistrikt vokser arten sammen med bl.a. draphavre, engelskgræs, følfod, alm. kvik, alm. kællingetand, alm. rajgræs, sankthansurt, strandkål, bidende stenurt, blæresmælde, gåsepotentil, hvid snerre, kruset skræppe, krybende potentil, mørk kongelys, prikbladet perikon, strandarve, strandkvan, strandmælde og vild gulerod
| Portal | Portal:Botanik |

## Note
1. ↑  Skov- og Naturstyrelsen: Nørreskoven Skovpart